# Base Aérea de Pollensa
Base Aérea de Pollensa (código OACI: LEPO), anteriormente Aeródromo Militar de Pollensa, es una base aérea del Ejército del Aire y del Espacio situada en Pollensa (Islas Baleares, España). Entró en servicio tras el comienzo de la guerra civil en 1937, siendo denominada inicialmente como «Base de Hidros de Pollensa». Se encuentra ubicada a unos diez kilómetros al este del centro de Pollensa, en la bahía del Puerto de Pollensa. 
Su misión principal es servir de apoyo como residencia social, de realización de ejercicios de búsqueda y rescate además de base para los aviones Canadair CL-215T y 415 del 43 Grupo durante la campaña de verano para la extinción de incendios.
Es la única base de hidroaviones del Ejército del Aire. Como tal, la base no dispone de pista de aterrizaje y en ella sólo es posible amerizar. La base dispone de aparcamientos sobre tierra firme y en el mar. La base tiene rampas de puerto que conectan con el mar los aparcamientos y hangares de aviones situados en tierra firme. Los aparcamientos en tierra firme son usados por aviones híbridos, como los Canadair CL-215T y 415, capaces de aterrizar y amerizar. La base también tiene función de helipuerto y es usada habitualmente por los helicópteros de rescate del SAR del Ejército del Aire.

## Historia
La actividad de los hidroaviones en las Islas Baleares data de 1921, cuando algunas compañías de transporte civil enlazaban la península ibérica con el archipiélago, utilizando el puerto de Palma de Mallorca o la bahía de Alcudia, situada esta última muy cerca de Pollensa. Tras el estallido de la guerra civil, Mallorca quedó en poder de la facción del bando sublevado. En noviembre de 1936 el comandante Ramón Franco durante una inspección del territorio, decidió establecer en Pollensa una base de hidroaviones, debido a las favorables condiciones geográficas.
A comienzos de 1937 dieron comienzo los trabajos para la instalación de la base, momento que coincidió con la entrega por Italia de varios hidroaviones del modelo CANT Z.501 para que fueran empleados por la Aviación Nacional. La llegada posterior de más modelos de este avión permitiría la formación del Grupo de Hidros G-62. Ramón Franco se convirtió en el primer comandante de la base de Pollensa. Pollensa y Alcudia también fueron ocasionalmente la base de algunos aparatos de la Aviación Legionaria, como parte de la importante presencia militar italiana en Mallorca.
Tras el final de la guerra la base mantuvo su operatividad. En 1954 llegaron a Pollensa los Grumman HU-16 Albatross que darían lugar a la creación de la 50.ª Escuadrilla de Salvamento. Cuatro años después, en 1958, llegaron cuatro hidrocanoas Dornier Do 24 con los que se formó la 58.ª Escuadrilla de Salvamento. En los años 1960 los Albatross fueron trasladados a Palma de Mallorca. En 1967 la base fue reclasificada como Aeródromo Militar de Pollensa.
En 2025, el Aeródromo Militar fue renombrado como Base Aérea de Pollensa.